# Limfocyt Tγδ
Limfocyty Tγδ (gamma delta) – subpopulacja limfocytów T wykazujących obecność receptora komórek T (TCR) w skład którego wchodzą łańcuchy γ oraz δ. Komórki te uczestniczą w odpowiedzi przeciwzakaźnej oraz przeciwnowotworowej oraz w regulacji odpowiedzi immunologicznej. Wydzielają one takie cytokiny, jak INF-γ i IL-17. Komórki te rozpoznają białka szoku cieplnego, fosfoantygeny i alkilaminy wytwarzane przez wiele bakterii oraz cząsteczki MICA i MICB, wytwarzane przez komórki zakażone wirusami. W odróżnieniu od limfocytów Tαβ, stanowiących główną pulę limfocytów T, większość komórek Tγδ nie posiada na powierzchni cząsteczek CD4 i CD8. U człowieka około 40-60% limfocytów Tγδ wykazuje obecność cząsteczki kostymulatorowej CD28, jednak w niektórych organach komórki te nie wykazują ekspresji tego białka.
Limfocyty Tγδ powstają w grasicy jako pierwsze w ontogenezie limfocyty T. Ścieżka rozwoju limfocytów Tαβ i Tγδ rozdziela się na etapie tymocytów podwójnie negatywnych, kiedy dochodzi do ekspresji cząsteczki CD73. Po rearanżacji TCR, limfocyty Tγδ zasiedlają tkanki obwodowe, szczególnie skórę, język oraz błony śluzowe.
Większość limfocytów Tγδ rozpoznaje antygeny bez udziału komórek prezentujących antygen oraz antygeny nie połączone z białkami MHC. Znaczna część komórek Tγδ przejawia zdolność zarówno do spontanicznej, nie podlegającej restrykcji MHC cytotoksyczności wobec komórek nowotworowych, jak i do cytotoksyczności zależnej od przeciwciał. Wydaje się, że są one populacją o cechach pośrednich między limfocytami T a komórkami NK. Uważa się, iż limfocyty Tγδ to najwcześniej powstałe w filogenezie limfocyty T.